# 1335 Demoulina
1335 Demoulina è un asteroide della fascia principale. Scoperto nel 1934, presenta un'orbita caratterizzata da un semiasse maggiore pari a 2,2407659 UA e da un'eccentricità di 0,1543399, inclinata di 2,54555° rispetto all'eclittica.
Prende il nome dal professore Demoulin, Università di Gand.